# Christiane Wiesenfeldt

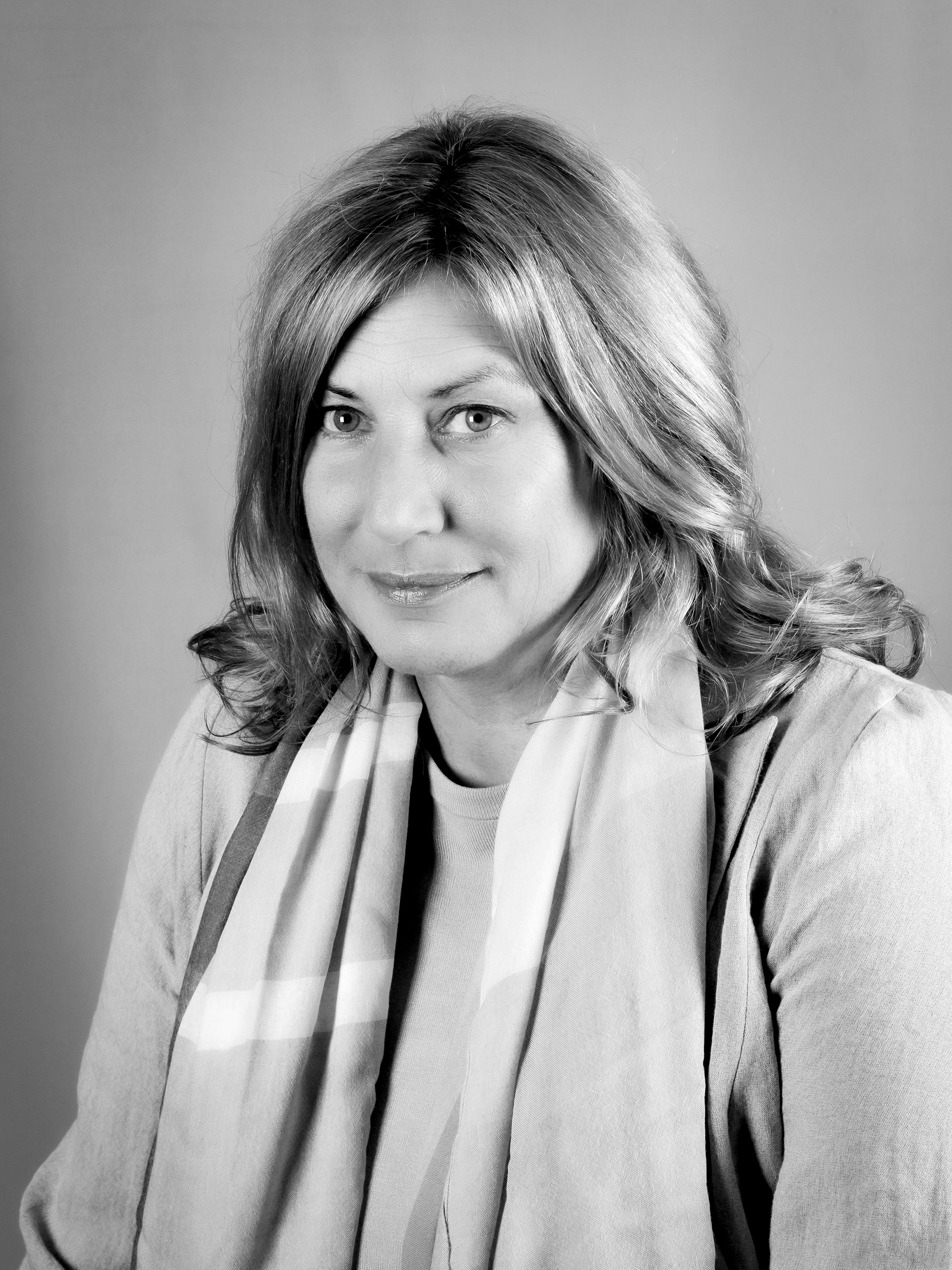
Christiane Wiesenfeldt (2023)

Christiane Wiesenfeldt (* 11. Juni 1972 in Schönberg (Holstein)) ist eine deutsche Musikwissenschaftlerin und Professorin für Musikwissenschaft am Musikwissenschaftlichen Seminar der Universität Heidelberg.

## Leben und Wirken
Aufgewachsen in Lübeck, studierte Wiesenfeldt Musikwissenschaft, Pädagogik und Psychologie an der Christian-Albrechts-Universität zu Kiel, wo sie 2005 bei Friedhelm Krummacher mit einer Arbeit zur Cellosonate im 19. Jahrhundert promoviert wurde. Von 2003 bis 2009 war sie Wissenschaftliche Mitarbeiterin am Brahms-Institut an der Musikhochschule Lübeck sowie von 2009 bis 2011 Wissenschaftliche Mitarbeiterin („Eigene Stelle“ der Deutschen Forschungsgemeinschaft) am Musikwissenschaftlichen Institut der Westfälischen Wilhelms-Universität Münster. 2011 erfolgte bei Jürgen Heidrich in Münster die Habilitation mit einer Arbeit zur Marienmesse im 16. Jahrhundert.
Nach einer Vertretungsprofessur für Oliver Huck an der Universität Hamburg (2011/12) war sie von 2012 bis 2020 Lehrstuhlinhaberin für Historische Musikwissenschaft – als Nachfolgerin von Detlef Altenburg – am gemeinsamen Institut für Musikwissenschaft Weimar-Jena. Seit 2020 ist sie Professorin am Musikwissenschaftlichen Seminar der Universität Heidelberg (Ordinaria des Seminars), seit 2021 ebendort Direktoriumsmitglied des Heidelberg Centre for Cultural Heritage (HCCH).
2019 forschte sie als Visiting Research Fellow an der University of Oxford (Magdalen College), 2023 bis 2024 war sie Fellow im Marsilius-Kolleg der Universität Heidelberg. Ihre Publikationen und Forschungsprojekte umfassen das 15. bis 20. Jahrhundert, mit Schwerpunkten auf der Musik der Frühen Neuzeit sowie des 19. Jahrhunderts. Von 2015 bis 2020 war sie Stellvertretende Sprecherin des Graduiertenkollegs GK 2041 Modell Romantik an der Universität Jena. Seit Oktober 2024 ist sie Sprecherin des Sonderforschungsbereiches SFB 1671 Heimat(en). Phänomene, Praktiken, Darstellungen an der Universität Heidelberg.
Christiane Wiesenfeldt ist seit 2003 Gründerin und Schriftleiterin des musikwissenschaftlichen Fachmagazins Die Tonkunst sowie Mitglied in verschiedenen Herausgebergremien wie dem Archiv für Kulturgeschichte. Sie schreibt regelmäßig als Musikkritikerin und Essayistin für die Frankfurter Allgemeine Zeitung.
Ihr 2022 erschienenes Buch Die Anfänge der Romantik in der Musik diskutiert die Musik und Musikästhetik der Schwellenzeit um 1800 im interdisziplinären Kontext auf der Basis zahlreichen Quellenmaterials und plädiert für eine Aufwertung der bislang unterschätzten frühromantischen Rolle der Musik als „das Epizentrum des Romantischen schlechthin“. Im März 2025 erschien ihr Buch Musik und Heimat, in dem gefragt wird, ob und in welcher Form mittels Musik seit dem frühen Mittelalter bis heute Heimat modelliert wird. Dazu durchwandert Wiesenfeldt die Musikgeschichte auf der Suche nach Themen, Klängen und Praktiken, die Angebote von Zugehörigkeit formulieren.

## Mitgliedschaften (Auswahl)
Wiesenfeldt wurde 2013 in die Akademie gemeinnütziger Wissenschaften zu Erfurt und 2015 in die Sächsische Akademie der Wissenschaften zu Leipzig gewählt. Sie ist seit 2012 Kuratoriumsmitglied des Max-Reger-Instituts, seit 2015 Mitglied im Editionsbeirat und wissenschaftlichen Beirat der MGG online Die Musik in Geschichte und Gegenwart sowie seit 2024 Mitglied im Zentrum für Klassikforschung der Klassik-Stiftung Weimar. 2014 bis 2024 war sie Mitglied im Nationalen Forschungsrat Spaniens, dem Consejo Superior de Investigaciones Científicas (CSIC). Seit 2007 ist sie Mitglied in der International Musicological Society, wo sie von 2017 bis 2022 als Director-at-large gewählt wurde.

## Bücher
- Zwischen Beethoven und Brahms. Die Violoncello-Sonate im 19. Jahrhundert (= Kieler Schriften zur Musikwissenschaft. Band 51). Bärenreiter, Kassel 2006, ISBN 978-3-7618-1862-6.
- Majestas Mariae. Studien zu marianischen Choralordinarien des 16. Jahrhunderts (= Archiv für Musikwissenschaft. Beiheft 70). Steiner, Stuttgart 2012, ISBN 978-3-515-10149-3.
- Musik und Musikforschung. Johannes Brahms im Dialog mit der Geschichte. Bärenreiter, Kassel 2007, hrsg. zus. mit Wolfgang Sandberger, ISBN 978-3-7618-2101-5.
- Spätphase(n)? Johannes Brahms’ Werke der 1880er und 1890er Jahre, Internationales musikwissenschaftliches Symposium Meiningen 2008. Henle, München, 2008, hrsg. zus. mit Maren Goltz und Wolfgang Sandberger, ISBN 978-3-87328-125-7.
- Max Reger – zwischen allen Stühlen. Zehn Annäherungen. Studiopunktverlag, Sinzig, 2011, ISBN 978-3-89564-148-0.
- Faust im Wandel: Faust-Vertonungen vom 19. bis 21. Jahrhundert. Tectum, Marburg, 2014, hrsg. zus. mit Panja Mücke, ISBN 978-3-8288-3452-1.
- Der Komponist Friedrich Ludwig Aemilius Kunzen (1761–1817): Gattungen, Werke, Kontexte. Böhlau, Weimar, 2015, hrsg. zus. mit Melanie Wald-Fuhrmann, ISBN 978-3-412-22275-8.
- Liszt und der musikalische Historismus, Merseburger, Kassel, 2015, ISBN 978-3-87537-353-0.
- Liszt und die Vokalmusik, Merseburger, Kassel, 2017, ISBN 978-3-87537-354-7.
- Maria inter confessiones: Das Magnificat in der frühen Neuzeit, hrsg. zus. mit Sabine Feinen, Turnhout, Brepols, 2017, ISBN 978-2-503-57776-0.
- Liszt-Quellen, Merseburger, Kassel, 2019, ISBN 978-3-87537-355-4.
- Heimat global. Modelle, Praxen und Medien der Heimatkonstruktion, hrsg. zus. mit Edoardo Costadura und Klaus Ries, Bielefeld, Transcript, 2019, ISBN 978-3-8376-4588-0.
- Musik und Reformation. Politisierung – Medialisierung – Missionierung, hrsg. zus. mit Stefan Menzel, Paderborn, Schöningh, 2019, ISBN 978-3-506-70259-3.
- Mendelssohn-Handbuch, Bärenreiter und Metzler, Kassel und Stuttgart, 2020, ISBN 978-3-476-05630-6.
- Die Messen Josquins, Königshauses und Neumann, Würzburg 2020, ISBN 978-3-8260-7113-3.
- Die Anfänge der Romantik in der Musik, Bärenreiter und Metzler, Kassel und Stuttgart 2022, ISBN 978-3-662-65258-9.
- Liszt im Konzert, Merseburger, Kassel, 2024, ISBN 978-3-87537-357-8.
- Musik und Heimat, Bärenreiter und Metzler, Kassel und Stuttgart 2025, ISBN 978-3-7618-2658-4